# Marie Sophie Hingst
Marie Sophie Hingst (20 octobre 1987 - 17 juillet 2019) est une historienne et blogueuse allemande qui a faussement prétendu descendre de survivants de la Shoah. Née à Wittemberg dans une famille protestante, elle s'est inventé des origines juives et a envoyé au mémorial officiel de la Shoah, Yad Vashem, des documents concernant 22 parents faussement déclarés ou inexistants, qu'elle prétendait être des victimes de la Shoah.
Marie Sophie Hingst a tenu le blog Read On, My Dear, Read On,, écrivant sur ses origines et son identité juives supposées, ainsi que sur ses expériences en tant qu'expatriée allemande en Irlande, où elle s'est installée en 2013. Le blog a été consulté des centaines de milliers de fois et elle a été élue « blogueuse de l'année » en 2017 par Die Goldenen Blogger (de),.
Tout au long de sa vie, Marie Sophie Hingst falsifie une grande partie de ses antécédents, de ses relations et de ses réalisations. Elle revendique une formation en éducation sexuelle, ayant prétendument fondé un hôpital à New Delhi et travaillé à l'éducation sexuelle des réfugiés en Allemagne. Elle utilise ses références frauduleuses pour obtenir des prix et des reconnaissances ; outre sa reconnaissance en tant que blogueuse de l'année, elle écrit pour le journal allemand Die Zeit, est l'une des lauréates du projet Future of Europe du Financial Times en 2017, et a occupé des postes de prestige dans les communautés juives à travers l'Europe. En juin 2019, le journaliste de Der Spiegel Martin Doerry révèle que les affirmations de Marie Sophie  Hingst étaient fausses, avec l'aide d'une équipe d'historiens et d'archivistes. Elle est alors fustigée dans les médias allemands, ce qui a conduit à la destruction de sa réputation.
Un mois après que Martin Doerry l'a démasquée, Marie Sophie  Hingst se  suicide le 17 juillet 2019 à l'âge de 31 ans. Sa fraude et sa mort attirent l'attention dans toute l'Europe. La couverture allemande et irlandaise de Marie Sophie  Hingst est différente : la première s'est concentrée sur l'extrême sensibilité du sujet sur lequel elle avait menti et sur le fait qu'elle aurait dû être arrêtée plus tôt ; Les médias irlandais se sont plaints de sa santé mentale et accusent Martin Doerry d'ignorer sa vulnérabilité. Elle est comparée à d'autres femmes dont on avait découvert qu'elles donnaient une image erronée de leurs origines, comme Anna Delvey et Rachel Dolezal. La similitude particulière entre Marie Sophie  Hingst et Rachel Dolezal, qui affirment avoir été victimes de discrimination ethnique, suscite une discussion sur le rôle de la politique identitaire dans de telles affirmations.